# سارة كولين
سارة كولين (بالإنجليزية: Sarah Cullen)‏ هي صحفية بريطانية، ولدت في 6 أكتوبر 1949 في نيوكاسل أبون تاين في المملكة المتحدة، وتوفيت في 22 يناير 2012 في إكزتر في المملكة المتحدة.